# Marianne Promegger
Marianne Promegger (31 de agosto de 1959) es una deportista austríaca que compitió en judo. Ganó una medalla de plata en el Campeonato Europeo de Judo de 1976 en la categoría de –72 kg.

## Palmarés internacional
| Campeonato Europeo | Campeonato Europeo | Campeonato Europeo | Campeonato Europeo |
| Año                | Lugar              | Medalla            | Categoría          |
| ------------------ | ------------------ | ------------------ | ------------------ |
| 1976               | Viena (Austria)    | Medalla de plata   | –72 kg             |